# Lanfranc de Milan
Pour les articles homonymes, voir Lanfranc.
Lanfranc de Milan (en italien Lanfranco da Milano, en latin Lanfrancus Mediolanensis), né v. 1250, mort en 1306, est un auteur de livres sur la chirurgie. Né en Italie, il termine sa vie en France.

## Biographie

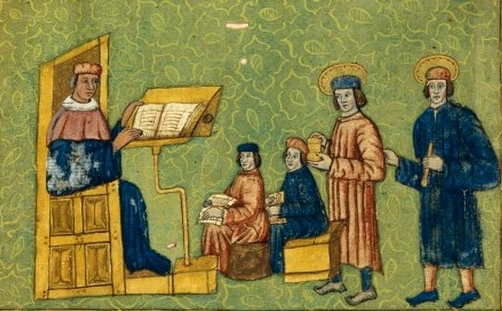
Lanfranc enseignant, frontispice de La Chirurgie du maître Alenfranc

Il a comme maître Guglielmo da Saliceto. Pris dans le conflit entre guelfes et gibelins, il est exilé de Milan par Mathieu Ier Visconti en 1290. Il se réfugie à Lyon, puis à Paris, où il devient un professeur renommé du collège Saint-Côme. Grâce à lui, la France prend la tête en Europe dans le domaine de la chirurgie. C'est dans la première ville qu'il écrit Chirurgia parva (Petite chirurgie), et dans la seconde Chirurgia magna (Grande chirurgie).
On lui connaît comme élèves Jehan Yperman et Henri de Mondeville.

## Contributions

### La « suture de Lanfranc »
« Lanfranc, exilé de Milan, vint à Lyon, puis à Paris, vers 1295. Il écrivit sa Chirurgia magna et parva (Venise) au début du XIVe siècle. Il faisait probablement sur l'intestin une suture en surjet. Il a traité, en tous cas, des plaies de l'estomac et du gros intestin. Pour la paroi abdominale, il utilisait une sorte de suture à capitons, ou en U, qui doit porter le nom de Suture de Lanfranc, et non de Halsted, qui ne l'a pas inventée, quoi qu'on en ait dit. »

## Œuvres
- Chirurgia parva
- Chirurgia magna
- Alanfranc en cyrurgie, 1508
- « Le formulaire de maistre Lenfranc, doctour en medecine, qu'il envoya à son fils Bernard pour luy donner doctrine et congnoissance de cyrurgie en petite forme », dans Œuvres médicales de Guy de Chauliac, Lanfranc, Jean Le Lièvre, Hippocrate […], manuscrit, 1401–1500
- (fr + la) « Fragments de la Chirurgie de Lanfrang », dans Baluze 483, manuscrit, 1401–1500
- (la) « De apostematibus colli et gulæ », dans Claude Chauveau, Histoire des maladies du pharynx, vol. III, p. 75

### En traduction
- (de) Chirurgia magna [&] Chirurgia parva. Ein nutzliches Wund Artzney Buchlein, Otho Braunfelsz, 1552
- (en) A most excellent and learned worke of chirurgerie, called Chirurgia parva Lanfranci, trad. John Halle (en), Londres, Marsche, 1565 (OCLC 67580148) — Avec glossaire[5]
- (es) Guadalupe Albi Romero, Lanfranco de Milán en España : estudio y edición de la Magna Chirurgia en traducción castellana medieval, coll. « Acta historico-medica Vallisoletana », Valladolid, Secretariado de Publicaciones, 1988